# دانیلا ال روس
دانیلا ال روس (انگلیسی: Daniela L. Rus؛ زادهٔ ۱۹۶۳ (۶۱–۶۲ سال)) یک رباتیک و دانشمند رایانه، مدیر آزمایشگاه علوم رایانه و هوش مصنوعی MIT (CSAIL) و پروفسور اندرو و ارنا ویتربی در گروه مهندسی برق و علوم رایانه (EECS) در مؤسسه فناوری ماساچوست است.